# Kamperland
Kamperland (51° 34′ N, 3° 42′ L) é uma cidade dos Países Baixos, na província de Zelândia. Kamperland pertence ao município de Noord-Beveland, e está situada a 11 km, a nordeste de Middelburg.
Em 2001, a cidade de Kamperland tinha 1342 habitantes. A área urbana da cidade é de 0.60 km², e tem 617 residências.
A área de Kamperland, que também inclui as partes periféricas da cidade, bem como a zona rural circundante, tem uma população estimada em 1940 habitantes.